# Geografía de Rumania
Rumania (nombre local, România) es un estado de la Europa del Este, más concretamente de la Europa centro-oriental, situado en la zona carpático-danubiana y con fronteras al norte y al noreste con Moldavia y Ucrania, al sur con Bulgaria, al suroeste con Serbia, al noroeste con Hungría y al sureste con el mar Negro. Al sureste de Rumania se encuentra el mar Negro, mar en el que desemboca el Danubio, río que pasa por el sur y este de este país y que hace de frontera natural con Bulgaria. Rumania es un país con llanuras al sur y al este y montañas en el resto (los Cárpatos). Tiene una superficie de 237.000 km².

## Geografía física

Mapa topográfico de Rumania.

Rumania está situada al sureste de Europa, entre los 43-37'07" y los 48-15'06" latitud norte y 20-15'44" y 29-41'24" de longitud este, ocupando aproximadamente 480 km de norte a sur y 640 km de este a oeste. 

### Relieve
El relieve de Rumania está formado por tres sectores, concéntricos: la meseta de Transilvania, los Cárpatos y las Tierras Bajas. 
La meseta de Transilvania, situada en el centro del país, es una fosa de hundimiento tectónico, en la cual se han acumulado depósitos marinos y fluviales, predominantemente terciarios. La recorren depresiones y colinas, con una elevación media de 500 m, que desciende suavemente hacia la llanura húngara. En su parte occidental se encuentran los montes Apuseni, estribaciones de los Cárpatos occidentales. Estos montes Apuseni son un conjunto montañoso aislado. 
El segundo sector es el de los Cárpatos, que rodean la meseta central por el Norte y el Este. El territorio rumano se configuró en el terciario, cuando se levantó la cadena de los Cárpatos, que constituyen el elemento morfológico esencial del país. Conformados en el curso de la orogénesis alpino-himalaya, los Cárpatos pueden considerarse como una continuación de los Alpes, aunque su estructura es menos compacta. 

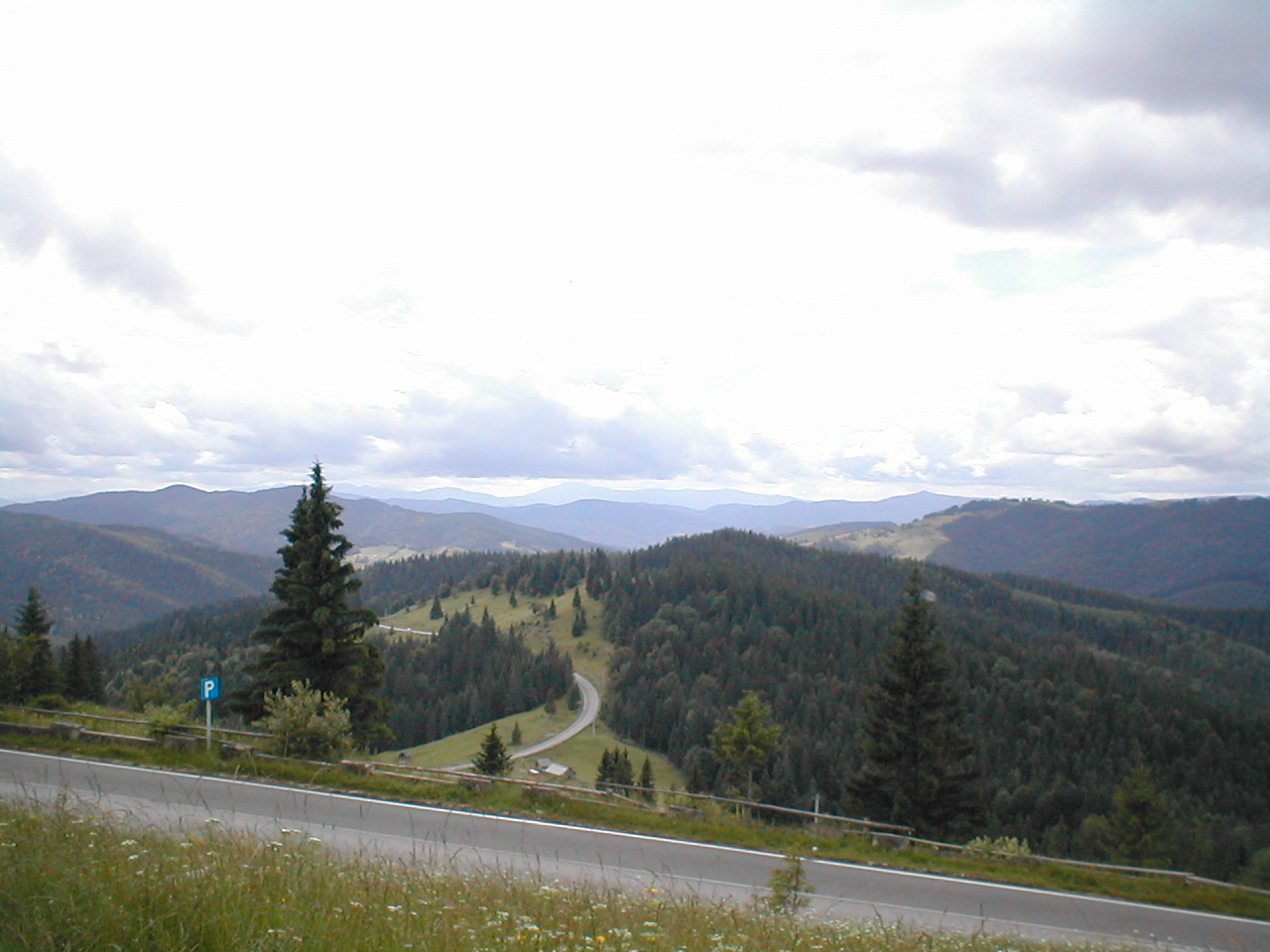
Cárpatos rumanos.

Los Cárpatos rumanos se dividen en dos grandes cadenas: los Cárpatos orientales o moldavos y los Cárpatos meridionales o valacos, también llamados Alpes de Transilvania. Los Cárpatos orientales se extienden desde la frontera de Rumania con Ucrania hasta el collado de Predeal. En general son formaciones volcánicas con yacimientos de cobre, zinc, sal y petróleo. Dentro de los Cárpatos orientales se pueden distinguir distintas sierras, con una altitud media de 1.200-1.350 m: al norte, la cordillera cristalina de Maramures con cumbre en el Pietrosul, 2.305 m s. n. m. en el macizo de Rodna, en el extremo septentrional de la cadena; más al sur, el macizo de Caliman, volcánico.
Los Cárpatos meridionales o Alpes de Transilvania se extienden desde el mencionado collado de Predeal hasta el Danubio (Puertas de Hierro). Está formado por varios macizos cristalinos con orientación E-O. Entre ellos hay depresiones que sirven como vías de comunicación entre Valaquia y Transilvania. Aquí se encuentra el pico más alto del país, el Moldoveanu (2.543 m.). Presentan superficies no muy abruptas, cubiertas de pastos aprovechados por el ganado ovino. 
El tercer sector orográfico de Rumania son las Tierras Bajas o gran llanura rumana, constituidas por los llanos del oeste del país, recorridos por el Danubio y sus afluentes. Son ricas áreas agrícolas para los cultivos de cereales y plantas de uso industrial. Hay un sector pericarpático y después una gran llanura con colinas y depresiones. En el extremo sureste, entre el Danubio y el mar Negro, se encuentra la meseta de Dobruya, caliza.

### Ríos, lagos y costas

#### Ríos
El río más importante es el Danubio, que constituye la frontera natural del sur del país. Después de entrar en el país por el suroeste en Bazias, el Danubio recorre alrededor de 1075 kilómetros (de un total de 2850 km, casi el 40 % de su longitud total) a lo largo del territorio rumano, formando la frontera meridional con Serbia y Bulgaria. Desemboca en el mar Negro por un delta. Virtualmente todos los ríos del país son afluentes del Danubio, bien de forma directa, bien de manera indirecta, y cuando el Danubio desemboca en el mar Negro, han proporcionado el 40 % del caudal total. Los más importantes de estos ríos son el Mures, el Olt, el Prut, el Siret, el Ialomita, el Somes y el Arges. Los ríos rumanos principalmente fluyen al este, al oeste y al sur desde la corona central de los Cárpatos. Los alimentan la lluvia y el deshielo, lo que causa considerables fluctuaciones en el caudal y ocasionalmente inundaciones catastróficas. En el este, las aguas fluviales son recogidas por el Siret y el Prut. En el sur, los ríos fluyen directamente al Danubio, y en el oeste, las aguas son recogidas por el Tisza en el territorio húngaro.
El Danubio es netamente el río más importante de Rumania, no solo en cuanto al transporte fluvial que lo emplea, sino también para la producción de energía hidroeléctrica. Una de las centrales hidroeléctricas más grandes de Europa se encuentra en las Puertas de Hierro, donde el Danubio surge de las gargantas de los Cárpatos. El Danubio es una importante ruta fluvial para los barcos nacionales, así como para el comercio internacional. Es navegable para barcos fluviales a lo largo de todo el tramo rumano del río y para las embarcaciones marítimas hasta el puerto de Brăila. Un problema del uso del Danubio para el transporte interior es lo lejos que queda de la mayor parte de los centros industriales. Más aún, las orillas pantanosas y las continuas inundaciones impiden la navegación en algunas zonas.
Otros ríos importantes: Jiu, Buzău y Bistrita.

#### Lagos
Rumania tiene muchos lagos montañosos, así como lagunas en las costas del mar Negro. Hay aproximadamente dos mil trescientos lagos. Los más conocidos son: Razim (415 km²), Sinoe (171 km²), Brates (21 km²), Tasaul (20 km²), Techirghiol (12 km²) y Snagov (5,8 km²).

#### Costa
La costa rumana da al mar Negro. Al norte se encuentran el delta del Danubio, con tres grandes tierras: Ostrovul Letea, Ostrovul Sfântu Gheorghe y Ostrovul Dranov. Una estrecha franja de tierra separa los lagos Razim y Sinoe de la costa. Al sur queda el puerto de Constanza.

### Clima

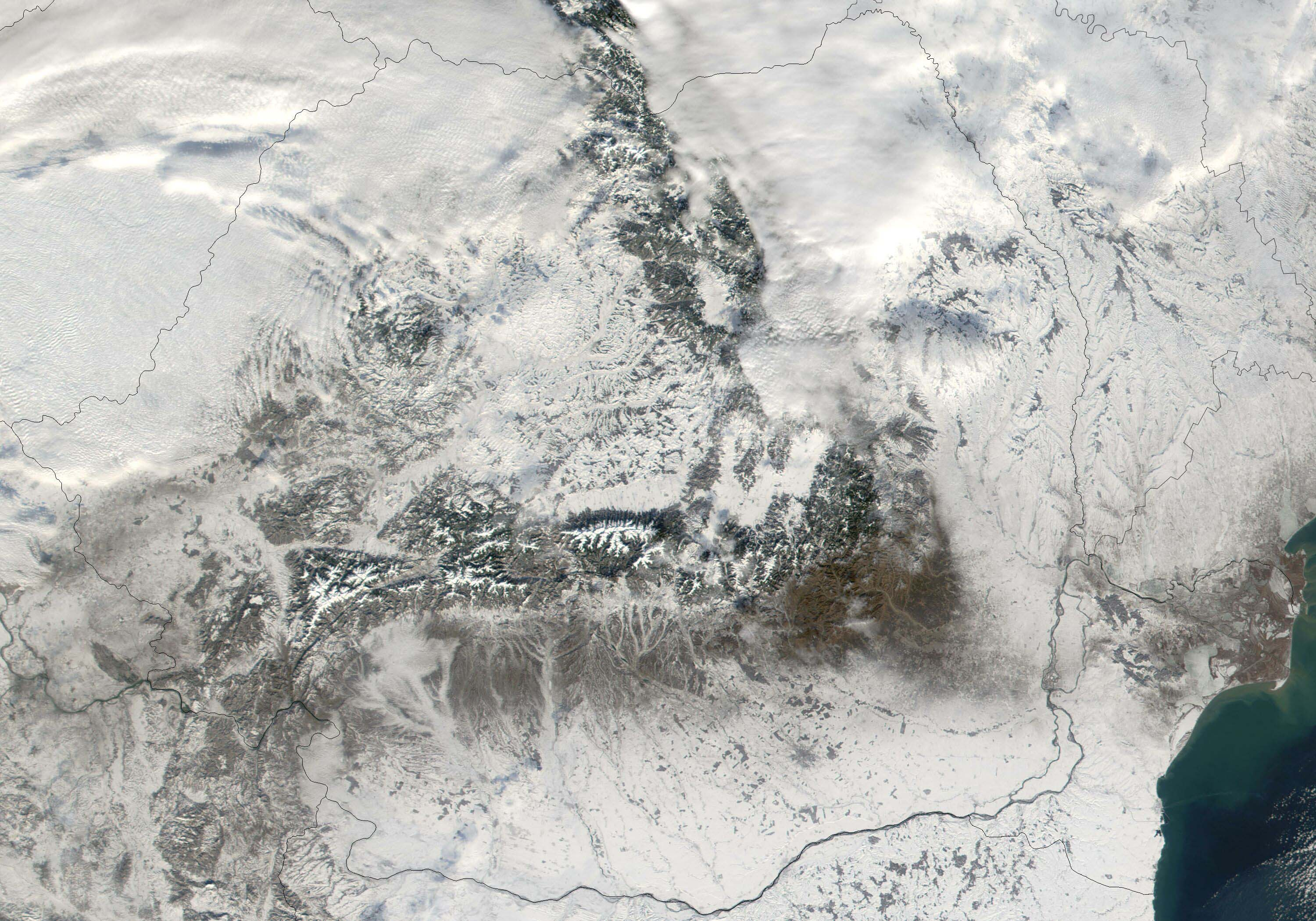
Imagen por satélite de Rumanía en diciembre, que muestra la mayor parte de su territorio bajo la nieve.

Debido a su distancia respecto al mar abierto, Rumanía tiene un clima continental. A causa de su posición en la parte suroriental del continente europeo, Rumanía tiene un clima de transición entre el templado y el continental; las condiciones climáticas son también modificadas en una cierta medida por el relieve presente en el país. Los Cárpatos sirven de barrera contra las masas de aire provenientes del Atlántico, limitando su influencia oceánica a las zonas centro y occidental del país (Transilvania, el Banato y Maramureş), donde originan inviernos más suaves y lluviosos. Las montañas bloquean también la influencia continental de la vasta llanura de Ucrania al norte de Rumanía, que lleva inviernos gélidos y precipitaciones muy reducidas en el sur y en el sureste del país; en el extremo sureste, en la Dobruja, las influencias mediterráneas atraviesan el mar Negro haciendo que el clima de la zona sea más moderado, marítimo.
La temperatura media anual es de 11 °C en el sur y de 8 °C en el norte. Los inviernos son bastante fríos con temperaturas medias de 0 °C en enero, con unas máximas en invierno incluso en las zonas de llanura de no más de 3 °C; en Bucarest la temperatura alcanza una media de -5 °C en enero. La mínima en Bucarest y en las zonas llanas del país está alrededor de 18 °C. 
Los veranos son generalmente de muy cálidos a calientes, con una máxima media en Bucarest de alrededor de 29 °C, con temperaturas por encima de los 35 °C no desconocidas en las zonas de llanura del país. 

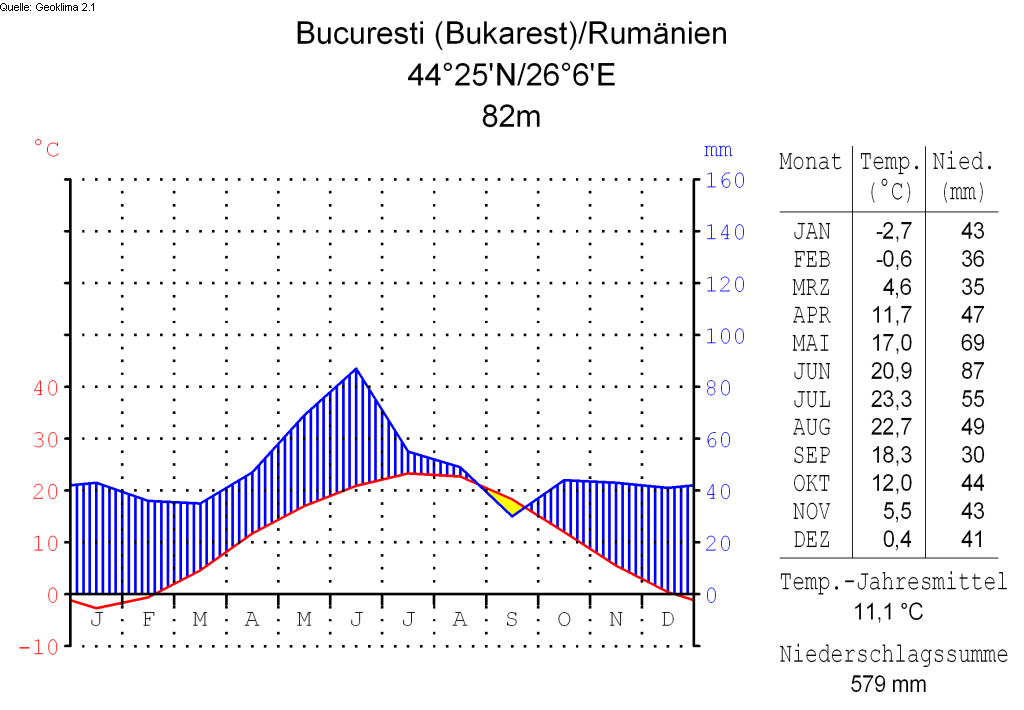
Temperatura y precipitaciones en Bucarest.

En las partes más altas hay clima de montaña con temperaturas muy frías en invierno, llegando a una media de -15 °C en las montañas más altas, donde hay algunas zonas de permafrost en los picos más altos. También en el verano las temperaturas en la montaña es mucho más baja que el resto del país. El récord de la temperatura más alta registrada en Rumanía es de 44,5 °C (10 de agosto de 1951, Ion Sion, distrito de Brăila); la más baja es de -38,5 °C, registrada cerca de Braşov en 1944. 
En invierno los días están nublados y son frecuentes las nieblas y la nieve. Los veranos son soleados con frecuentes lloviznas y tormentas eléctricas, aunque las precipitaciones varían según la región. Llueve más en el interior que en la costa, llueve más cuanto más al oeste se vaya y también aumentan con la altitud. La precipitación en las montañas más altas de la parte occidental es de una media de 750 mm anuales, y gran parte de ella cae en forma de nieve, lo que permite una extendida industria del esquí; en algunas áreas de montaña reciben más de 1010 mm de lluvia al año. Las precipitaciones anuales son de 635 mm en la Transilvania central, alrededor de 530 mm en las tierras bajas occidentales como Bucarest, 521 mm en Iași en Moldavia y apenas de 381 mm en Constanţa a orillas del mar Negro. En el delta del Danubio, la lluvia es muy baja, con una media de solo unos 370 mm anuales.

### Medio ambiente
Los bosques ocupan casi el 30% del territorio. 

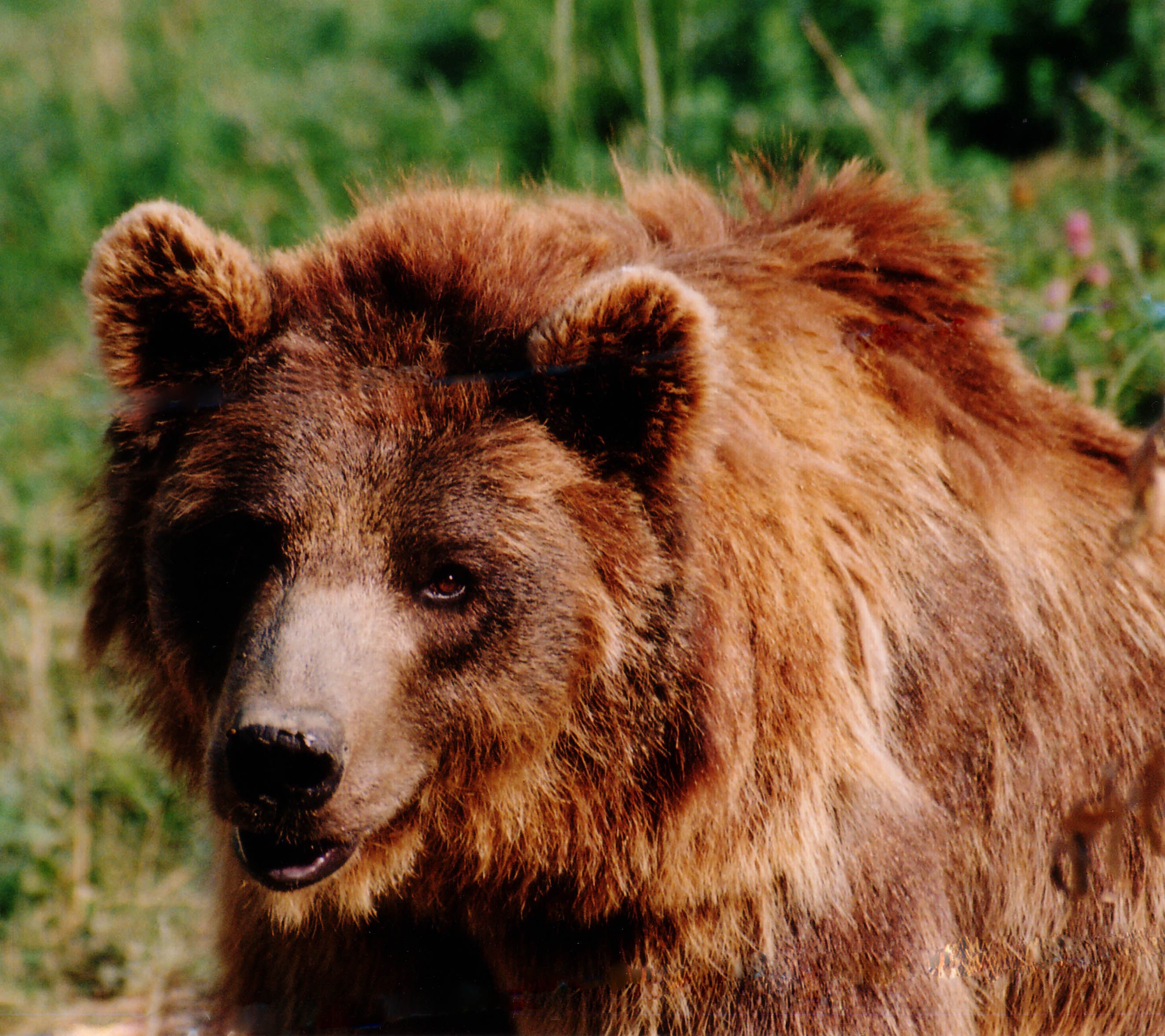
Fauna de Rumania: Oso pardo.

Más de un tercio del territorio del país está cubierto de bosque, especialmente en las zonas de montaña. La fauna es una de las más ricas de Europa, incluyendo lobos, osos (viven 8.000 ejemplares), gamos, linces y cabras monteses. No obstante, en las partes llanas como Moldavia, Valaquia y la Dobrudja la vegetación es más bien escasa.
Según el WWF, el territorio de Rumania se reparte entre seis ecorregiones:
- Bosque templado de frondosas
  - Bosque mixto de Europa central, en partes del centro y del noreste
  - Bosque estepario de Europa oriental, en el este
  - Bosque mixto de Panonia, en el oeste
  - Bosque mixto balcánico, en el sur
- Bosque templado de coníferas
  - Bosque montano de los Cárpatos, en los Cárpatos
- Pradera
  - Estepa póntica, en el sureste

Conforme a la normativa de la Unión Europea, el territorio de este país se divide en varias regiones biogeográficas: estépica, panónica, continental, del Mar Negro y, en los Cárpatos, alpina. Destaca en su patrimonio natural el Delta del Danubio, bien natural patrimonio de la Humanidad declarado por la Unesco. Cuenta con tres reservas de la biosfera: Pietrosul Mare (1979), Retezat y también el ya mencionado Delta del Danubio, reserva de la biosfera transfronteriza con Ucrania. 683.628 hectáreas están protegidas como humedales de importancia internacional al amparo del Convenio de Ramsar, en total, 5 sitios Ramsar: además del Delta del Danubio, Techirghiol, complejo piscícola de Dumbravita, Llanura de inundación de Mureș y la pequeña isla de Braila. Tiene más de una docena de parques nacionales.
Los riesgos naturales de Rumanía son: terremotos, más severos en el sur y suroeste; por su estructura geológica y clima, son probables los corrimientos de tierra.
En cuanto a los problemas medioambientales, son la erosión y degradación del suelo; la contaminación del agua; la contaminación atmosférica en el sur proveniente de vertidos industriales; contaminación en las zonas pantanosas del delta del Danubio.

## Geografía humana

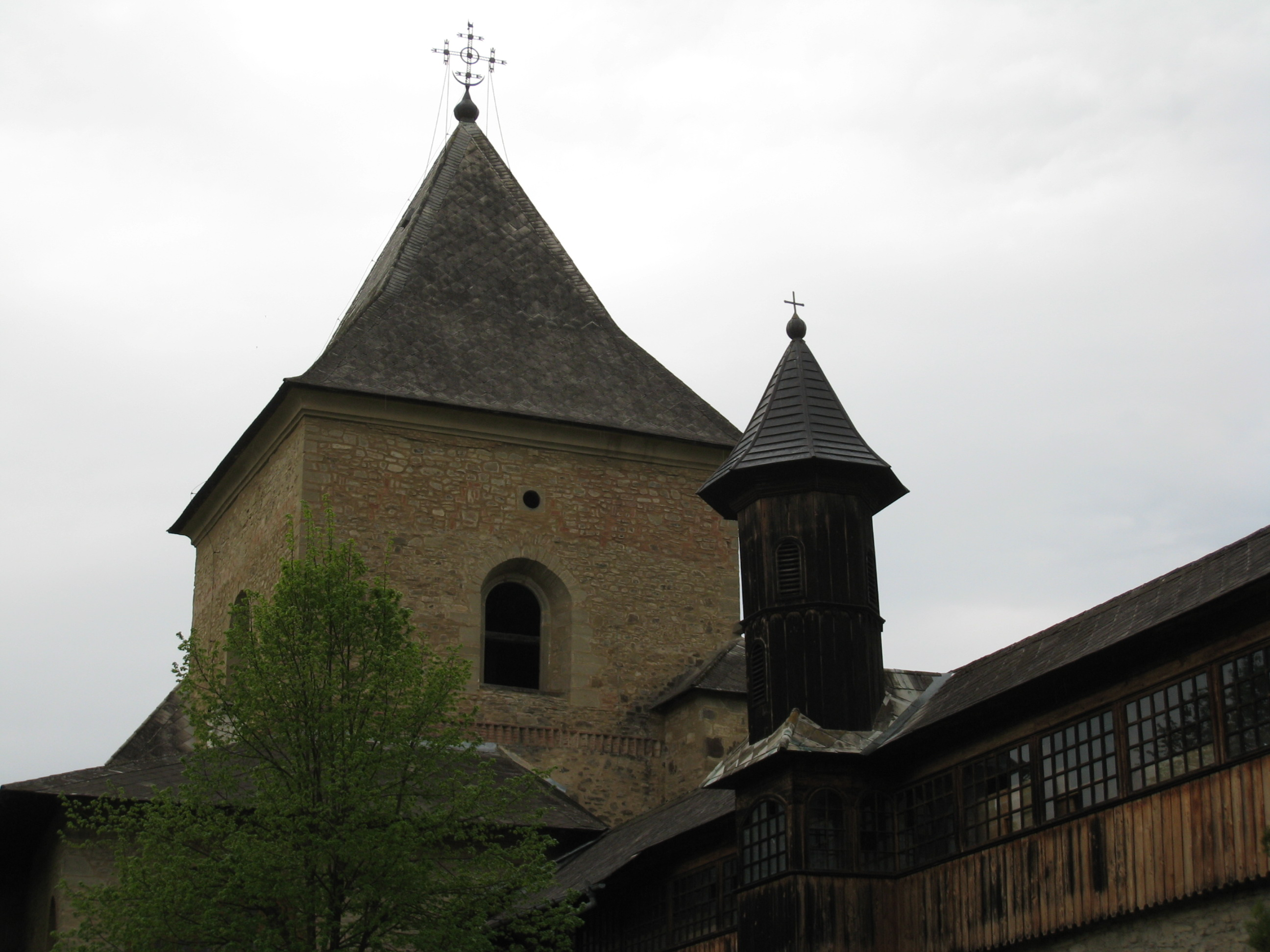
Monasterio de Sucevita, Bukovina.

La población en julio de 2014 se calcula que era de 21 729 871 habitantes. su distribución es más bien homogénea, con la excepción del delta del Danubio, poco poblado por sus condiciones naturales. La densidad media es de 96 hab/km². El 89,5 % de la población está constituido por rumanos de lengua latina. El resto pertenece a minorías húngara (6,6 %, concentrada en el centro de Transilvania); zíngara (2,5 %, especialmente en la toda del Danubio); alemana (0,3 %, los «sajones» de la zona de Braşov y los «suabos» del Banato, que han tendido a emigrar a Alemania), ucraniana (0,3 %), rusa (0,2 %), turca (0,2 %) y otras (0,4 %), según el censo de 2002. La religión mayoritaria es la ortodoxa oriental (incluyendo todas las variantes menores, 86,8 % de la población), seguida de la protestante (varias congregaciones, entre ellas la reformada y la pentecostal, 7,5 %), la católica (4,7 %) y otras (principalmente el islam); un 0,9 % de la población no declara cuáles son sus creencias y un 0,1 % afirma no tenerlas, según el censo de 2002. El idioma rumano es el oficial, hablado en un 91 % de la población; luego hay minorías de habla húngara (6,7 %), romaní (1,1 %) y otras (1,2 %).
Rumania es un país poco urbanizado, ya que aún más del 45 % de sus habitantes vive en el medio rural. Casi la quinta parte de su población urbana se concentra en la capital, Bucarest. Existe, no obstante, una red equilibrada de ciudades medianas, como Ploiesti, Craiova, Braila, Galati, Iasi, Cluj, etc. 
Administrativamente hay un municipio (municipiu), Bucarest, y cuarenta y un condados o distritos (judete, singular judet): Alba, Arad, Arges, Bacău, Bihor, Bistrita-Nasaud, Botoșani, Braila, Braşov, Buzau, Calarasi, Caras-Severin, Cluj, Constanta, Covasna, Dimbovita, Dolj, Galati, Gorj, Giurgiu, Harghita, Hunedoara, Ialomita, Iasi, Ilfov, Maramures, Mehedinti, Mures, Neamt, Olt, Prahova, Salaj, Satu Mare, Sibiu, Suceava, Teleorman, Timis, Tulcea, Vaslui, Vilcea y Vrancea.

## Geografía económica

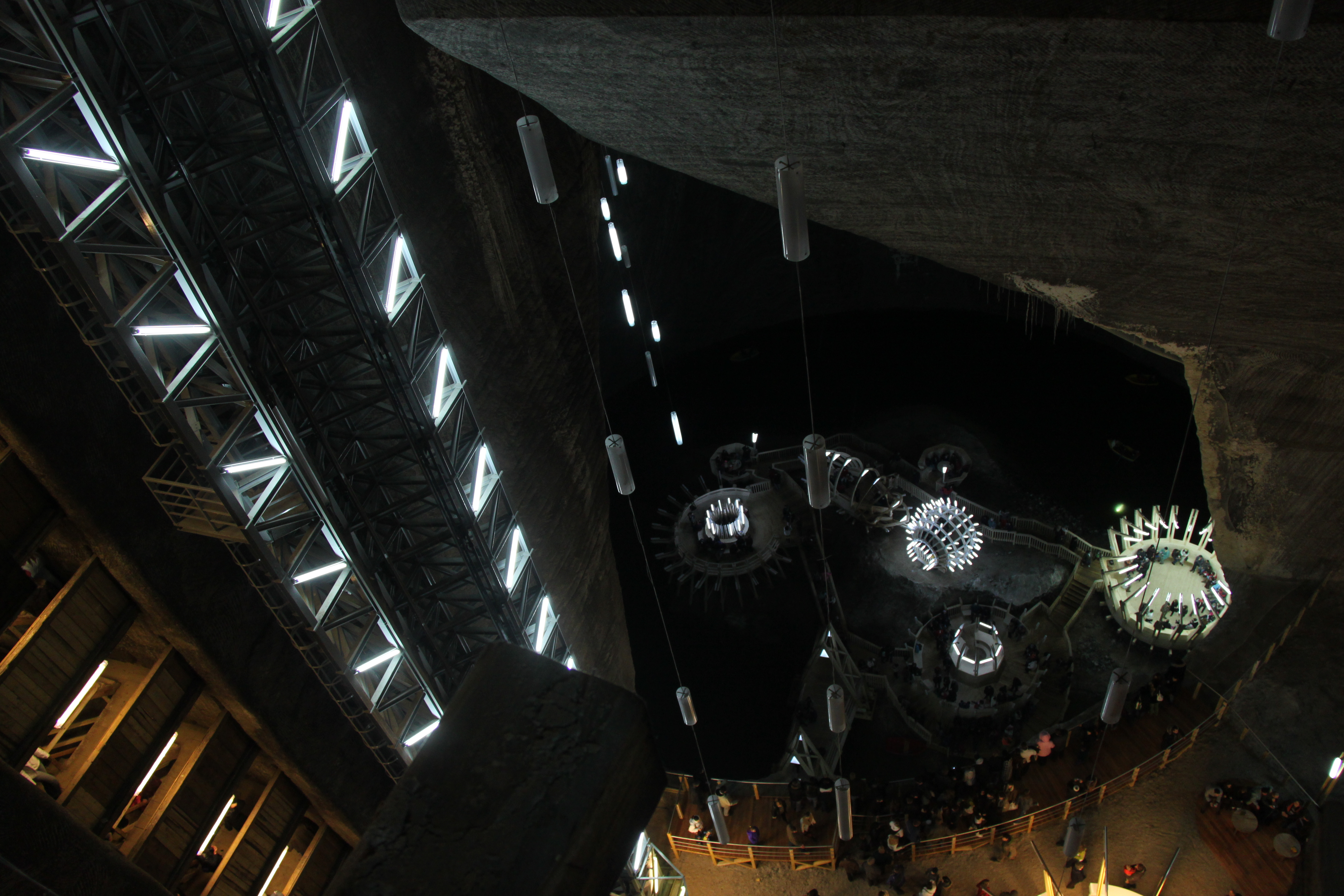
Las minas de sal de Turda

Los principales recursos naturales de Rumanía son: petróleo (aunque las reservas están disminuyendo), madera, gas natural, carbón, mineral ferroso, sal, tierra arable y energía hidroeléctrica. La tierra arable representa el 39,49% del territorio, a cosechas permanentes corresponden 1,92% y otros usos: 58,59% (2005). El regadío abarca 30.770 km² (2003). 
Rumanía, que se incorporó a la Unión Europea el 1 de enero de 2007, comenzó la transición del comunismo en 1989 con una base industrial en gran medida obsoleta y una pauta de producción inadecuada para las necesidades del país. El país emergió en 2000 de una castigadora recesión de tres años gracias a la fuerte demanda de exportaciones de la Unión Europea. El consumo doméstico y la inversión han proporcionado fuerte crecimiento del PIB en años recientes, pero han llevado a un gran desequilibrio en cuenta corriente. Las ganancias macroeconómicas de Rumanía solo recientemente han comenzado a dar lugar al crecimiento de una clase media y combatir la pobreza muy difundida en Rumanía. La corrupción y el exceso de burocracia todavía siguen obstaculizando el desarrollo de los negocios. La inflación se alzó en 2007-08, en parte debido a la fuerte demanda de consumo y gran crecimiento de los salarios, haciendo que crecieran los costes energéticos, una sequía por todo el país afectó a los precios de los alimentos y una relajación de la disciplina fiscal, pero cayó en 2009 como resultado de la recesión global. 
La agricultura produce el 12,4% del PIB (est. 2009) y emplea al 29,7 % de la población activa (2006). Son sus principales productos los cereales (trigo, maíz, cebada, remolacha azucarera, pipas de girasol, patatas y vid. De los animales se obtienen huevos y también se crían ovejas. La industria aporta el 35% del PIB y emplea al 23,2% de la población activa. Produce maquinaria y equipamiento eléctricos, ropa y calzado, maquinaria ligera y montaje de autos, minería, madera, materiales de construcción, metalurgia, productos químicos, alimentos procesados y Refinación del petróleo. Al sector servicios se dedica el 47,1% de la población y produce el 52,6% del PIB.
Tiene 3.588 km de gaseoductos y 2.424 km de oleoductos (2009). Hay 10.788 km de vías férreas y 198.817 km de carreteras, de los que 60.043 km son pavimentadas incluyendo 228 km de autopistas. Hay 1.731 km de vías fluviales, incluyendo 1.075 km en el río Danubio, 524 km en ramales secundarios y 132 km de canales (2006). Principales puertos y terminales son: Braila, Constanta, Galati y Tulcea.

## Áreas protegidas de Rumanía
Según la IUCN, en Rumanía hay 1574 áreas protegidas, el 24,52 % del territorio, unos 58.227 km2 de 237.453 km2, y un 23,1 %, 6866 km2, del área marina que pertenece al país, 29.726 km2. En este conjunto hay 13 parques nacionales, 4 reservas científicas, 90 reservas naturales, 3 monumentos naturales, 16 parques naturales y 818 zonas no asignadas. Además, hay 606 designaciones regionales, de las que 435 son sitios de importancia comunitaria y 171 áreas de protección especial. Se añaden 19 sitios Ramsar, 3 reservas de la biosfera de la Unesco y 2 sitios patrimonio mundial.